# 迪赛苏库西永
迪赛苏库西永（法語：Dissay-sous-Courcillon，法語發音：[disɛ su kuʁsijɔ̃]）是法国萨尔特省的一个市镇，属于拉弗莱什区。

## 地理
迪赛苏库西永（47°39'52"N, 0°28'21"E）面积34.92 平方千米，位于法国卢瓦尔河地区大区萨尔特省，该省份为法国西北部内陆省份，北起顺时针与奥恩省、厄尔-卢瓦省、卢瓦-谢尔省、安德尔-卢瓦尔省、曼恩-卢瓦尔省和马耶讷省接壤，是法国大西部的入口，连接卢瓦尔河谷、布列塔尼和巴黎盆地。
与迪赛苏库西永接壤的市镇（或旧市镇、城区）包括：代姆河畔埃佩涅、奈河畔圣克里斯托夫、维勒堡、代姆河畔博蒙、马尔松、卢瓦河畔诺让、卢瓦河畔蒙瓦勒。

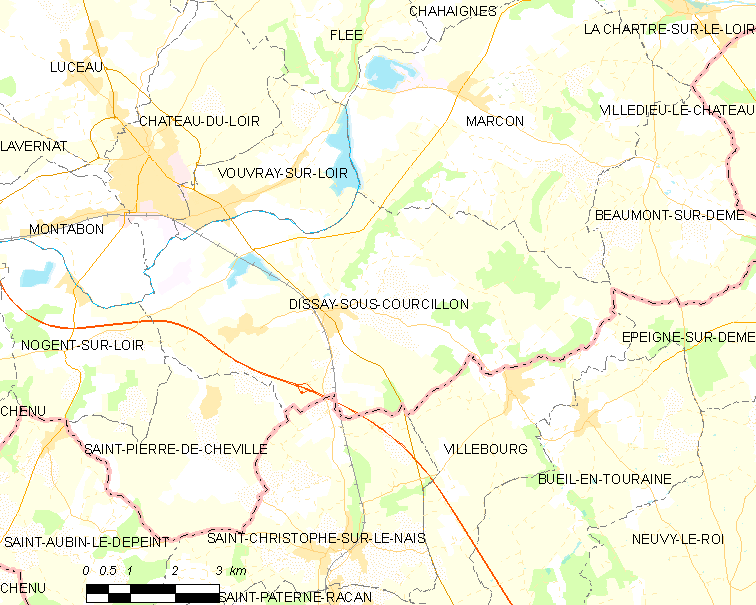
迪赛苏库西永的OSM定位图

迪赛苏库西永的时区为UTC+01:00、UTC+02:00（夏令时）。

## 行政
迪赛苏库西永的邮政编码为72500，INSEE市镇编码为72115。

## 政治
迪赛苏库西永所属的省级选区为卢瓦河畔蒙瓦勒县。

## 人口

1962-2008年间迪赛苏库西永人口变化图示

迪赛苏库西永于2022年1月1日时的人口数量为942人。